# Jean Vieujean
Jean Vieujean, né le 23 mars 1897 à Awan et mort le 22 avril 1970 à Liège, est un prêtre catholique, écrivain et enseignant belge.
Après avoir enseigné dans l'enseignement secondaire à Liège, il devient aumônier de l'Action catholique de la jeunesse belge et professeur à l'université catholique de Louvain où il enseigne entre autres les sciences religieuses à la Faculté de théologie, la sociologie et la déontologie à l'Institut de journalisme ou encore les principes philosophiques et religieux de l'éducation à l'Institut de psychologie appliquée et de pédagogie.
Enseignant apprécié, auteur prolifique, tourné vers la jeunesse catholique, il collabore à différents périodiques, contribue à créer La Revue Nouvelle et publie des ouvrages d'enseignement religieux et de littérature essentiellement destinés aux adolescents et aux étudiants.

## Biographie

### Premières années
Jean Joseph Vieujean nait le 23 mars 1897 à Awan, un village situé en Province de Liège à 3 km d'Aywaille, cadet d'une famille d'agriculteurs qui compte déjà cinq filles. Après ses années de collège de Saint-Roch à Ferrières, puis au Petit séminaire de Saint-Trond, il entre au Grand séminaire de Liège dont il sort en 1920 pour poursuivre des études de théologie à l'université catholique de Louvain, où il obtient un doctorat en 1924.
Entretemps, il est ordonné prêtre, le 21 mars 1821, et nommé sous-régent du Collège du Pape en 1923. Il s'engage alors dans l'apostolat des jeunes étudiants, participe au tout récent groupe d’Action catholique de la jeunesse belge (ACJB) du chanoine Abel Brohée et de l’abbé Louis Picard et collabore au journal L’Effort, un organe étudiant d'action catholique. Il y est notamment l'auteur en 1924 d'un article humoristique sur Thomas d'Aquin qui lui vaut les foudres des Dominicains ainsi que les admonestations de son évêque Martin-Hubert Rutten et, surtout, l'écarte du poste d'adjoint au chanoine Louis Picard, alors directeur de l'ACJB, auquel il était promis.

### Aumônier
Il est alors nommé professeur pour les classes terminales au collège Saint-Barthélemy de Liège où il enseigne jusqu'en 1927, lorsque le nouvel évêque de Liège, Louis-Joseph Kerkhofs, le nomme au Grand Séminaire pour y enseigner la théologie fondamentale et l’histoire ecclésiastique. Durant ces années, il se convainc qu'il faut présenter la  religion de manière plus vivante et plus adaptées à l'âge ainsi qu'à la réalité sociale et culturelle des laïcs.
En 1935, il devient aumônier pour la branche belge de l'association AuxiliA qui propose de l'enseignement à distance pour les personnes malades ou atteintes de handicap, un engagement qu'il maintient jusqu'à la fin de ses jours. En 1936, il est appelé à Louvain pour succéder à l'abbé Picard à l'aumônerie de l'ACJB, qui a été entachée par ses compromissions puis ses démêlés avec le rexisme, avant que Degrelle et son parti ne soient condamnés en novembre 1935 par un décret épiscopal du cardinal Van Roey.
À ce poste, Jean Vieujean assiste le nouveau directeur Pierre Harmel qui, après avoir fermement condamné le rexisme, s'attache à ce que l'ACJB prodigue aux jeunes catholiques une solide éducation civique. Il l'assiste notamment, en compagnie de Henry Bauchau, dans l'organisation d'un congrès s'interrogeant sur  « le rôle de la jeunesse au service du pays » et quand Harmel démissionne, celui qui a entretemps été nommé chanoine honoraire de Liège reste son conseiller spirituel. La Seconde Guerre mondiale laisse en veilleuse les activités de l'ACJB mais Vieujean prend en charge, entre 1941 et 1943, l'aumônerie pour la Jeunesse universitaire catholique, la Jeunesse indépendante catholique ainsi que pour la Jeunesse estudiantine catholique.

### Enseignant
Il reçoit en 1942 un enseignement universitaire comme maître de conférence à l'université de Louvain où les cours de sciences religieuses viennent d'être ouverts pour les étudiants des facultés profanes. En parallèle de son enseignement universitaire, il continue à enseigner dans le secondaire, à l’école d’infirmières Sainte-Élisabeth à Namur. Situé sur les plans religieux et spirituel dans le sillage du personnalisme, fort de ses innombrables contacts avec les jeunes, il façonne sa propre manière d'enseigner qui, relevant du « témoignage », lui assure une « influence personnelle peu ordinaire », présenté comme un « guide spirituel, accompagnateur discret de la relation personnelle de chacun avec Dieu ».
À Louvain, son cursus d'enseignant est étoffé : outre l'enseignement des sciences religieuses qu'il professe dans diverses facultés profanes — Psychologie et Pédagogie, Philo et Lettres, Médecine... —, il est chargé à partir de 1946 du cours de sociologie et déontologie de la presse au tout jeune Institut de Journalisme créé par William Ugeux puis, à partir de 1951, y enseigne sur les genres rédactionnels ou journalistiques. Nommé professeur titulaire à la Faculté de théologie en 1950, il enseigne à partir de l'année suivante les principes philosophiques et religieux de l'éducation à l'Institut de psychologie appliquée et de pédagogie.
Il est enfin à l'origine du Centre des techniques de diffusion et de relations publiques (Cetedi) initié à Louvain en 1961. À partir de1962, il donne un cours sur l'éducation morale et sexuelle à l'Institut de psychologie et de pédagogie et, ayant cessé la même année son cours de sociologie de la presse à l'Institut de journalisme, il y conserve un cours consacré aux principes moraux des moyens de diffusion, jusqu'en 1964. Jean Vieujean accède à l'éméritat en 1967 et prend la direction de la « Maison de charité » à Dalhem, un établissement pour prêtres âgés du diocèse de Liège. Il meurt à Liège en clinique, après une courte maladie, le 22 avril 1970. Il est inhumé au cimetière d'Awan.

### Auteur
Orienté très tôt vers la publication, doté d'une « grande facilité à manier d'une manière élégante la plume », il collabore à de nombreuses publications catholiques comme l'hebdomadaire L'Effort ou les revues L'Essor et Le blé qui lève, la Revue ecclésiastique de Liège... mais aussi à La Gazette de Liège. Dès les années 1930, il participe régulièrement aux émissions catholiques de l'Institut national de Radiodiffusion (INR) de 1934 à 1939 puis de 1947 à 1966.
Durant la deuxième guerre mondiale, il collabore à la revue Bâtir des éditions Casterman où il dirige la collection Vivre. Cahiers de vie spirituelle, regroupant des brochures écrites par d'anciens collaborateurs de La Cité chrétienne, disparue à la suite de l'invasion allemande, ainsi qu'une collection d'ouvrages intitulée Vie et spiritualité (1939 à 1946), suivie en 1949 de la collection Religion et vie. Au lendemain de la guerre, avec d'autres collègues de Bâtir et de La Cité chrétienne, il participe à la création de La Revue Nouvelle — dont il est membre du comité de direction jusqu'en novembre 1961 — où il signe au fil des ans une quarantaine d'articles sous le pseudonyme de « Scrutator ».
Spécialiste de l’écriture apologétique, il publie sous le pseudonyme de « Jean le Presbytre » une série d'ouvrages destinés à la formation de la jeunesse catholique et à l'enseignement de la religion aux laïcs ainsi que des livres d’éducation élaborés pour les méditations, à l’image des Méditations jécistes paru en 1944, ou encore En avant sur la route claire, méditations pour étudiantes paru quatre ans plus tard. Il publie également un roman pour les jeunes, une nouvelle et enfin, sous le nom de « René Beauclair », il écrit deux contes pour enfants, dont, à la demande du rédacteur en chef de la Revue Nouvelle Jean Delfosse, l'un est inspiré de la parabole du Bon Grain et l'Ivraie.
Son livre le plus diffusé et le plus pérenne, Toi qui deviens homme, publié en 1945 et destiné aux jeunes étudiants de quinze à dix-huit ans, s'écoule à  100 000 exmplaires et connait de multiples rééditions ainsi que des traductions en allemand, espagnol, grec, italien et portugais.

## Publications

### Ouvrages religieux
- La pensée chrétienne sur la souffrance, le Laurier, coll. « Collection du Laurier », 2006 (ISBN 978-2-86495-281-7).
- L'Abbé Henri Delsaute, prêtre de Jésus, Paris/Tournai, Casterman, 1965.
- Amour, souffrance, Providence, Paris/Tournai, Casterman, 1964.
- Jeunesse aux millions de visages : Essai sur la jeunesse de 18 à 25 ans, Paris/Tournai, Casterman, 1961.
- À la croisée des chemins : Vie laïque, vie sacerdotale, vie religieuse, Tournai/Paris, Casterman, 1956.
- L'autre toi-même, Tournai/Paris, Casterman, 1952.
- L'essence du christianisme et de l'esprit chrétien, A.C.J.B., 1949.
- La religion, reine des activités humaines, A.C.J.B., 1949.
- Les défigurations de la religion chrétienne, A.C.J.B., 1949.
- Jean le Presbytre, Au large : Méditations pour étudiants, Tournai/Paris, Casterman, 1948.
- Jean Le Presbytre, Toi qui deviens homme, Tournai/Paris, Casterman, 1946.
- Religion et personne, Tournai/Paris, Casterman, 1946.
- Et toi, quelle âme as-tu ?, Tournai/Paris, Casterman, 1945.
- Vivre selon l'Esprit, éditions de la cité chrétienne, 1943.
- Paradoxes de la vie chrétienne, Tournai/Paris, Casterman, 1942.
- L'appel de Dieu, La Pensée catholique, 1934.

### Littérature jeunesse
- Jean le Presbytre, Tempête dans la maison, Bruxelles, Durendal, 1961.
- René Beauclair (ill. Philippe Cloës), Pierrot et le rayon de la miraculeuse étoile, Saint-Maurice, éditions Saint-Augustin, 1957.
- Jean le Presbytre, Si le grain meurt... : Roman, éditions de l'amitié étudiante, 1956.
- René Beauclair (ill. Philippe Cloës), L'histoire merveilleuse de trois petits grains de blé, Tournai/Paris, Casterman, 1950.

### Collectif
- Jean Vieujean, « Les difficultés tirées de l'histoire de l'Église », dans Maurice Brillant et Maurice Nédoncelle (dirs.), Apologétique : Nos raisons de croire. Réponses aux objections, Paris, Bloud et Gay, 1937, p. 1286-1339.